# Acte de rétablissement de l'État lituanien

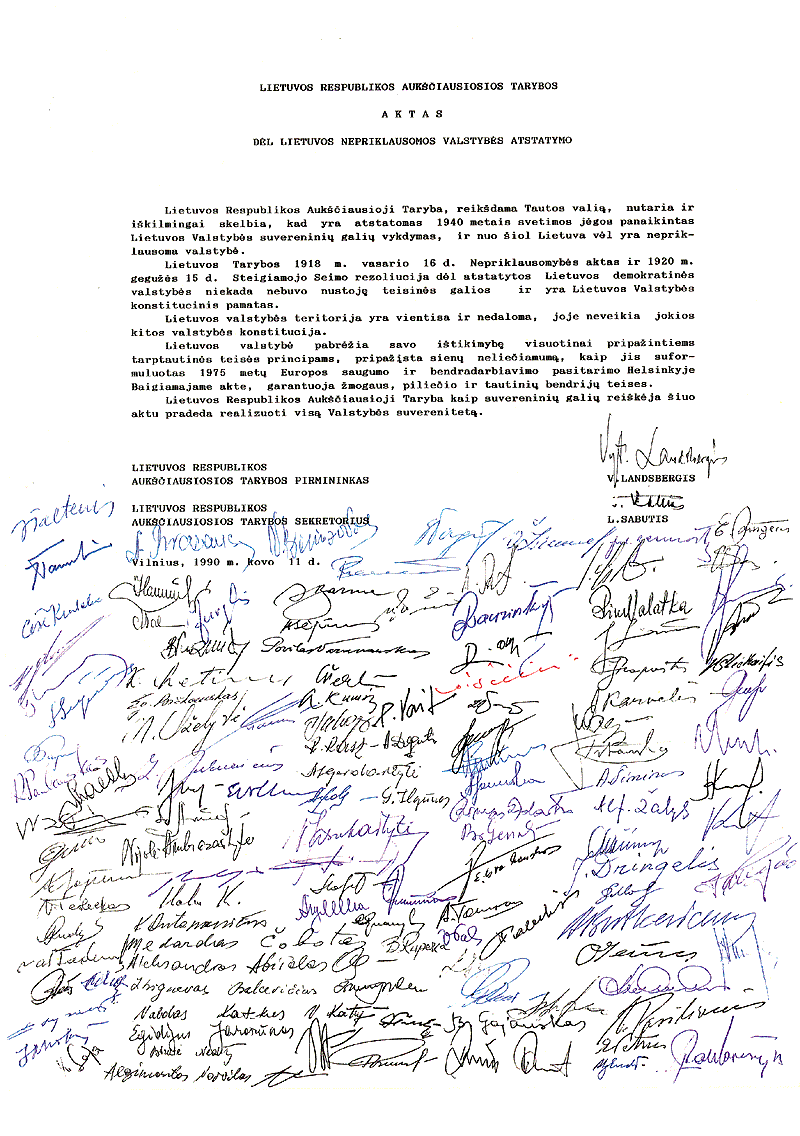
L'acte de rétablissement de l'État lituanien signé par les membres du Conseil suprême de la République de la Lituanie.
Cliquer sur l'image pour l'agrandir

Le 11 mars 1990, l'Acte de Rétablissement de l'État lituanien ou Acte du 11 mars, signé par les membres du Conseil Suprême de la République de la Lituanie, a proclamé le rétablissement de l'indépendance de la Lituanie.

## Histoire

### Contexte historique
Entre les XIIIe et XVIe siècles, le peuple lituanien avait défendu avec succès son statut comme État-nation indépendant en brisant les tentatives polonaises, prussiennes et suédoises pour occuper et contrôler son pays. Au XVIe siècle fut créée avec la Pologne une union dynastique qui dura jusqu'au XVIIIe siècle, quand l'Empire russe étendit son contrôle sur la totalité des régions baltes - Lituanie, Estonie et Lettonie. L'effondrement de l'Empire russe en 1917 eut pour conséquence une période de 22 ans d'indépendance pour les trois États baltes. Le 16 février 1918 le Conseil de Lituanie, présidé par Jonas Basanavičius, proclama la restauration d'un État indépendant de Lituanie. Les trois Etats baltes se constituèrent en démocraties parlementaires, mais la Lituanie en 1926 puis les deux autres en 1934 devinrent des régimes autoritaires.
En août 1939, le Pacte Molotov-Ribbentrop prévoyait pour les trois États baltes la fin de leur indépendance de l'entre-deux-guerres et l'Armée rouge les envahit en 1940. Cependant l'attaque d'Hitler contre l'Union soviétique en 1941 suspendit la « soviétisation » de la région et fut suivie d'une occupation allemande de trois ans. Le retour des Soviétiques en 1944 imposa de nouveau un contrôle totalitaire, une collectivisation agricole brutale, des déportations massives et un afflux de colons russes. Les statistiques officielles chiffrent à plus de 120 000 le nombre de personnes déportées de Lituanie en Sibérie et dans d'autres parties de l'Union soviétique. Certaines sources portent le nombre à 300 000.
Pendant toute la domination soviétique, la résistance nationale fut extrêmement visible. Des mouvements de guérillas et des organisations secrètes de résistance se formèrent. Bien que la mort de Staline eût entraîné une certaine diminution de la terreur et des déportations massives, un grand nombre de personnes furent encore menacées et arrêtées. L'Église catholique, qui avait traditionnellement joué un grand rôle dans la vie du pays, fut un élément central dans le soutien à la résistance. C'est par dizaines de milliers que les Lituaniens signèrent pétitions et lettres pour exiger le respect de leurs droits comme catholiques et comme citoyens libres. Les journaux clandestins comme Aušra (L'Aube), Laisvės sauklys, Perspektyvos (Perspectives) et Salin vergiją (À bas l'esclavage) encourageaient le peuple à s'organiser pour exiger plus d'indépendance et de liberté. Avec la libéralisation de la politique soviétique vers la fin des années 1980 émergea le nationalisme sécessionniste. Dès 1986, par exemple, les Lituaniens reprirent certains des noms de rues antérieurs au régime soviétique.

### L'Acte
Le texte de l'Acte est le suivant :
CONSEIL SUPRÊME DE LA RÉPUBLIQUE DE LITUANIE
Acte concernant le Rétablissement de l'État lituanien
Le Conseil Suprême de la République de Lituanie, représentant la volonté de la nation, décrète et proclame solennellement que les pouvoirs souverains de l'État de Lituanie, abolis par les forces étrangères en 1940, sont rétablis, et que désormais la Lituanie est à nouveau un État indépendant.
L'Acte d'indépendance du 16 février 1918 du Conseil de Lituanie et le décret de l'Assemblée constituante du 15 mai 1920 sur la restauration de l'État démocratique de Lituanie n'ont jamais perdu leur effet juridique et comprennent la fondation constitutionnelle de l'État de la Lituanie.
Le territoire de la Lituanie est un et indivisible et la constitution d'aucun autre État n'est valide à l'intérieur de ses frontières.
L'État de Lituanie insiste sur son adhésion aux principes universellement reconnus du droit international, il reconnaît le principe d'inviolabilité de frontières comme formulé dans l'Acte final de la Conférence sur la sécurité et la Coopération en Europe tenue à Helsinki en 1975, et il garantit les droits humains, civils et ethniques des communautés.
Le Conseil Suprême de la République de Lituanie, en proclamant son pouvoir souverain, commence par le présent acte à mettre en œuvre la souveraineté complète de l'État.

### Conséquences
L'acte de restauration de l'État lituanien servit de modèle et d'inspiration à d'autres républiques soviétiques. Toutefois, la question de l'indépendance n'était pas immédiatement réglée et la reconnaissance par d'autres pays n'était pas acquise. Mikhail Gorbachev traita cet acte d'illégal ; l'URSS exigea sa révocation et commença à appliquer des sanctions contre la Lituanie, y compris un blocus économique. En outre, le 13 janvier 1991, les forces soviétiques prirent d'assaut à Vilnius le bâtiment du Parlement avec la Tour de télévision. Des civils lituaniens sans armes affrontèrent des soldats soviétiques. Quatorze personnes furent tuées et sept cents blessées dans ce qui fut connu sous le nom d'Événements de janvier.
L'Islande fut la première à reconnaître l'indépendance de la Lituanie le 11 février 1991. Après l'échec du Putsch de Moscou en août, elle fut suivie par la France le 21 août et les États-Unis le 2 septembre. Le président Bush fit savoir que si la Russie utilisait la force armée contre la Lituanie, les États-Unis réagiraient en conséquence. Finalement, le 6 septembre 1991, l'indépendance de la Lituanie fut reconnue par l'Union soviétique. Suivit rapidement alors la même reconnaissance par plusieurs autres pays dont la Hongrie, la Bulgarie, l'Italie, le Canada, la Pologne, Malte, Saint-Marin, le Portugal, la Roumanie, l'Ukraine, la Lettonie et l'Estonie. Le 17 septembre 1991, la Lituanie fut accueillie comme un membre des Nations unies en même temps que l'Estonie et la Lettonie.
Le gouvernement lituanien est une démocratie parlementaire, avec une autorité législative prévue dans sa constitution, le Conseil suprême. À ce titre, c'est lui qui choisit le président et approuve son choix pour les postes de ministres et de Premier ministre.
Les Actes du 16 février 1918 et du 11 mars 1990 comptent parmi les plus importants dans l'histoire de la Lituanie. Ils ont élargi les possibilités pour le bien-être et la croissance du pays, sur les plans financier, culturel, scientifique et politique. Grâce à eux les citoyens lituaniens jouissent des droits fondamentaux de liberté d'expression et de représentation démocratique. Les Lituaniens célèbrent les deux dates comme fêtes nationales.

### Chronologie de reconnaissance du nouvel État lituanien
Chronologie de reconnaissance du nouvel État lituanien
| Date              | Pays                                                                                  |
| ----------------- | ------------------------------------------------------------------------------------- |
| 31 mai 1990       | RSS de Moldavie                                                                       |
| 11 février 1991   | Islande                                                                               |
| 28 février 1991   | Norvège                                                                               |
| 16 mai 1991       | Slovénie                                                                              |
| 27 juillet 1991   | RSFS de Russie                                                                        |
| 3 août 1991       | Croatie                                                                               |
| 23 août 1991      | Lettonie                                                                              |
| 24 août 1991      | Hongrie Norvège                                                                       |
| 25 août 1991      | Argentine France                                                                      |
| 26 août 1991      | Bulgarie Canada Italie Malte Pologne Roumanie Saint-Marin Ukraine                     |
| 27 août 1991      | Albanie Allemagne Australie Belgique Espagne Estonie Géorgie Irlande Luxembourg Suède |
| 28 août 1991      | Afrique du Sud Autriche Chili Finlande Nouvelle-Zélande Suisse Uruguay                |
| 29 août 1991      | Mongolie Tchécoslovaquie                                                              |
| 30 août 1991      | Vatican                                                                               |
| 31 août 1991      | RSS du Kirghizistan                                                                   |
| 2 septembre 1991  | Équateur États-Unis Pays-Bas                                                          |
| 3 septembre 1991  | Grèce Libye Nicaragua Turquie                                                         |
| 4 septembre 1991  | Brésil Israël Tunisie                                                                 |
| 5 septembre 1991  | Corée du Sud Mexique                                                                  |
| 6 septembre 1991  | Colombie Égypte Japon Singapour Union soviétique                                      |
| 7 septembre 1991  | Afghanistan Bangladesh Chine Corée du Nord Pérou Sénégal                              |
| 8 septembre 1991  | Pakistan                                                                              |
| 9 septembre 1991  | Bolivie Cuba Inde Syrie Thaïlande Vietnam                                             |
| 10 septembre 1991 | Azerbaïdjan Cap-Vert Iran Népal                                                       |
| 11 septembre 1991 | Madagascar                                                                            |
| 12 septembre 1991 | Arménie Chypre                                                                        |
| 13 septembre 1991 | Yemen                                                                                 |
| 15 septembre 1991 | Bahreïn JOR Koweït Philippines                                                        |
| 16 septembre 1991 | KSA                                                                                   |
| 17 septembre 1991 | Indonésie ONU                                                                         |
| 19 septembre 1991 | Émirats arabes unis                                                                   |
| 20 septembre 1991 | Laos                                                                                  |
| 24 septembre 1991 | RSS du Turkménistan                                                                   |
| 25 septembre 1991 | Namibie Ouzbékistan                                                                   |
| 2 novembre 1991   | Sri Lanka                                                                             |
| 23 décembre 1991  | Ghana Kazakhstan                                                                      |
| 24 décembre 1991  | Mozambique                                                                            |
| 25 décembre 1991  | RSS du Tadjikistan                                                                    |
| 27 décembre 1991  | Algérie Biélorussie                                                                   |
| 30 décembre 1991  | Liban                                                                                 |
| 2 janvier 1992    | Iraq                                                                                  |
| 6 janvier 1992    | Burundi                                                                               |
| 16 janvier 1992   | Burkina Faso                                                                          |
| 25 janvier 1992   | Mali                                                                                  |
| 31 janvier 1992   | Bénin                                                                                 |
| 21 février 1992   | Costa Rica                                                                            |
| 17 mars 1992      | Zimbabwe                                                                              |
| 25 septembre 1992 | Salvador                                                                              |
| 6 novembre 1992   | Bosnie-Herzégovine                                                                    |
| 10 novembre 1992  | Nigeria                                                                               |
| 12 janvier 1993   | Tchad                                                                                 |

## Sources
- (en) Cet article est partiellement ou en totalité issu de l’article de Wikipédia en anglais intitulé « Act of the Re-Establishment of the State of Lithuania » (voir la liste des auteurs).